# SalamAir
SalamAir (arabisch طيران السلام, DMG Ṭayarān as-Salām) ist eine omanische Billigfluggesellschaft, die 2016 gegründet wurde.

## Geschichte
Salam Air ist im Besitz der Muscat National Development and Investment Company (ASAAS), die im Januar 2016 eine staatliche Ausschreibung gewonnen hat. Die 2014 gegründete ASAAS ist eine Partnerschaft zwischen dem State General Reserve Fund, der Stadtverwaltung von Maskat und verschiedenen Pensionsfonds. Omans öffentliche Behörde für Zivilluftfahrt (PACA) hatte 2015 eine Ausschreibung für einen kommerziellen Billigfluganbieter in Oman veröffentlicht.
Der ursprüngliche CEO, François Bouteiller, wurde im Oktober 2017 von Mohamed Ahmed abgelöst.
Die Fluggesellschaft betrieb bis 2020 drei Airbus A320-200, die von der südamerikanischen LATAM Airlines Group geleast wurden. Ihr erstes Flugzeug traf am 18. November 2016 in Maskat ein, zusammenfallend mit dem Nationalfeiertag des Landes. Die Fluggesellschaft nahm am 30. Januar 2017 Flüge zwischen den omanischen Städten Maskat und Salala auf. Am 28. Februar 2017 folgte die Strecke Maskat-Dubai, die erste internationale Verbindung der Fluggesellschaft. Ursprünglich wurde der Flughafen Dubai World Central (DWC) angeflogen, seit Oktober 2017 der Dubai International Airport (DXB). Seit der Eröffnung hat Salam Air ihr Streckennetz schnell ausgebaut und fliegt nun über 32 Ziele im Nahen Osten, Asien und Europa an (Stand: Januar 2023).

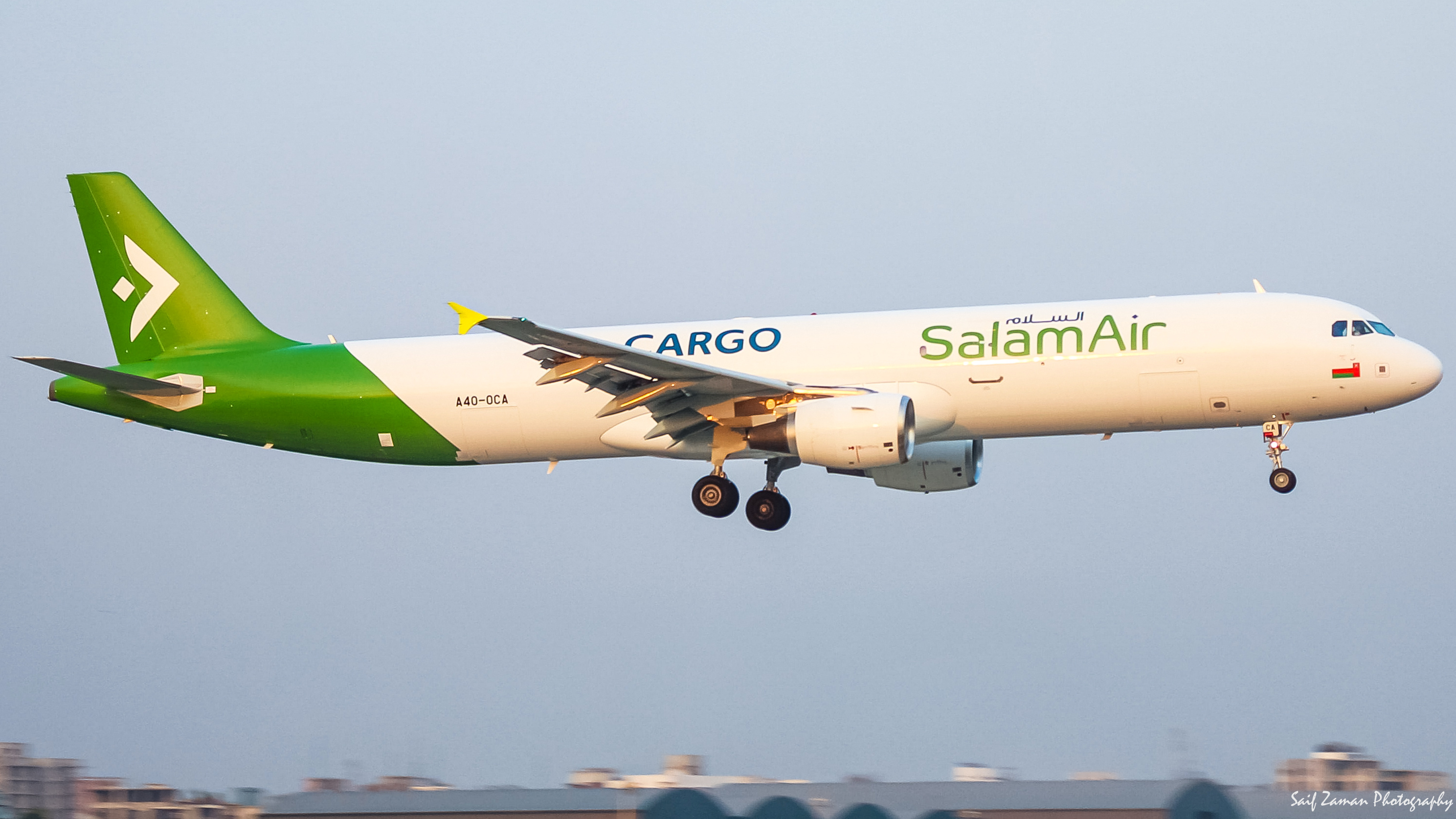
Airbus A321-211 P2F der Salamair, Flughafen Dhaka 2022

Mit der Einflottung des ersten Airbus A321neo im September 2021 ist SalamAir die erste Fluggesellschaft im Oman, die diesen Typ betreibt.
Im Oktober 2022 begann Salamair als eine der ersten Fluggesellschaften mit dem Einsatz eines zum Frachter umgebauten Airbus A321 P2F.

## Flugziele
SalamAir bedient neben nationalen Flughäfen auch einige internationale Ziele im Nahen und Mittleren Osten, Asien und Europa, darunter München.

## Flotte

### Aktuelle Flotte
Im Jahr 2021 erhielt SalamAir Auszeichnungen für die jüngste Flugzeugflotte in ganz Asien und die dritt-jüngste Flotte weltweit.
Mit Stand Juni 2023 besteht die Flotte von SalamAir aus zwölf Flugzeugen mit einem Durchschnittsalter von 5,4 Jahren:
| Flugzeugtyp        | Anzahl | Bestellt | Anmerkungen                                                     | Sitzplätze (Business/Premium/Economy) | Durchschnittsalter |
| ------------------ | ------ | -------- | --------------------------------------------------------------- | ------------------------------------- | ------------------ |
| Airbus A320neo     | 06     |          | Ausgestattet mit CFM International LEAP-1A Triebwerken          | 180 (–/–/180)                         | 4,2 Jahre          |
| Airbus A321P2F     | 01     |          |                                                                 | Cargo                                 | 20,1 Jahre         |
| Airbus A321neo     | 05     | 2        | Ausgestattet mit CFM International LEAP-1A Triebwerken          | 212 (–/–/212)                         | 3,9 Jahre          |
| Airbus A330-900neo |        | 3        | Auslieferung ab Oktober 2023; geleast von Avolon                | 377 (–/12/365)                        |                    |
| Embraer E195-E2    |        | 6        | + Option für sechs weitere Flugzeuge; Auslieferung ab Ende 2023 | – Offen –                             |                    |
| Gesamt             | 12     | 11       |                                                                 |                                       | 5,4 Jahre          |

### Ehemalige Flugzeugtypen
In der Vergangenheit setzte SalamAir folgende Flugzeugtypen ein:
- Airbus A320-200 (2017–2020, geleast von LATAM)

## Belege
1. 1 2  Designators for Aircraft Operating Agencies, Aeronautical Authorities and Services. ICAO Doc 8585. 197. Auflage. International Civil Aviation Organization, 2021, ISBN 978-92-9265-522-8, ISSN 1014-0123.
2. ↑  Omans erste Billigairline setzt auf Airbus A320, abgerufen am 9. November 2016
3. ↑  Oman’s Salam Air said to revise launch plans to January 30. In: Arabian Business. ITP-Mediagruppe, 30. Dezember 2016, abgerufen am 4. Januar 2023 (englisch).
4. ↑  Bouteiller named as CEO of Oman's Salam Air | Times Aerospace. Abgerufen am 4. Januar 2023.
5. ↑  Our Team. Abgerufen am 4. Januar 2023 (englisch).
6. 1 2 3  SalamAir Fleet Details and History. 19. Juni 2023, abgerufen am 19. Juni 2023.
7. ↑  Salam Air ready for take-off as first A320 arrives in Muscat. Abgerufen am 4. Januar 2023 (britisches Englisch).
8. ↑  Staff Writer: Oman's SalamAir launches maiden Salalah-Muscat flight | UAE News. 30. Januar 2017, abgerufen am 4. Januar 2023 (amerikanisches Englisch).
9. ↑  Oman's SalamAir opens first international route to Dubai | Airports & Routes content from ATWOnline. 3. März 2017, archiviert vom Original am 3. März 2017; abgerufen am 4. Januar 2023.  Info: Der Archivlink wurde automatisch eingesetzt und noch nicht geprüft. Bitte prüfe Original- und Archivlink gemäß Anleitung und entferne dann diesen Hinweis.
10. 1 2  SalamAir Our Destinations. 4. Januar 2023, abgerufen am 4. Januar 2023 (englisch).
11. ↑  Mark Finlay: SalamAir Becomes First Airbus A321neo Operator In Oman. 11. September 2021, abgerufen am 4. Januar 2023 (englisch).
12. ↑  rzjets: A321 A4O-OCA (englisch), abgerufen am 8. August 2024.
13. ↑  Uganda Airlines wins the "ch-aviation World's Youngest Aircraft Fleet Award 2021." 15. März 2021, abgerufen am 1. November 2021 (amerikanisches Englisch).
14. ↑  SalamAir expands its fleet with agreement to lease three Airbus A330neo aircraft from Avolon. Abgerufen am 19. Juni 2023 (englisch).
15. ↑  Reuters: Brazil's Embraer gets fresh E195-E2 orders from Oman's SalamAir. In: Reuters. 6. Oktober 2022 (reuters.com [abgerufen am 4. Januar 2023]).